# Aloe brunneostriata
Aloe brunneostriata ist eine Pflanzenart der Gattung der Aloen in der Unterfamilie der Affodillgewächse (Asphodeloideae). Das Artepitheton brunneostriata leitet sich von den lateinischen Worten brunneus für ‚braun‘ sowie striatus für ‚gestreift‘ ab und verweist auf gestreiften Blätter der Art.

## Beschreibung

### Vegetative Merkmale
Aloe brunneostriata wächst kurz stammbildend, sprosst von der Basis aus und bildet kleine Gruppen. Die aufrechten oder aufsteigenden Triebe erreichen eine Länge von 40 Zentimeter. Die bis zu zehn lanzettlichen, spitzen Laubblätter bilden lockere Rosetten. Die cremegelbe Blattspreite ist 30 Zentimeter lang und 7 Zentimeter breit. Auf ihr befinden sich rötlich braune Längslinien. Die Blattoberfläche ist glatt. Zähne am Blattrand fehlen, oder sie sind stumpf, gelb und kürzer als 0,5 Millimeter. 

### Blütenstände und Blüten
Der Blütenstand besteht aus sechs bis sieben (selten bis zwölf) Zweigen und erreicht eine Länge von 50 bis 60 Zentimeter. Die lockeren Trauben bestehen aus fast einseitswendigen Blüten. Die eiförmig-spitzen Brakteen weisen eine Länge von 5 bis 6 Millimeter auf und sind 5 bis 6 Millimeter breit. Die gelben Blüten stehen an 5 bis 6 Millimeter langen Blütenstielen. Auf ihren Zipfelspitzen befinden sich grünliche Adern. Die Blüten sind 16 bis 20 Millimeter lang und an ihrer Basis kurz verschmälert. Auf Höhe des Fruchtknotens weisen die Blüten einen Durchmesser von 5 bis 6 Millimeter auf. Darüber sind sie leicht verengt und schließlich zur Mündung erweitert. Ihre äußeren Perigonblätter sind auf einer Länge von etwa 4 bis 6 Millimeter nicht miteinander verwachsen. Die Staubblätter und der Griffel ragen 5 Millimeter aus der Blüte heraus.

## Systematik und Verbreitung
Aloe brunneostriata ist in Somalia auf sandigen Ebenen in Höhen von etwa 640 Metern verbreitet. Die Art ist nur von zwei nah benachbarten Populationen bekannt.
Die Erstbeschreibung durch John Jacob Lavranos und Susan Carter wurde 1992 veröffentlicht.

## Nachweise